# Edward Okuń
Edward Franciszek Mateusz Okuń (21. září 1872 Varšava – 17. ledna 1945 Skierniewice) byl polský malíř, ilustrátor a svobodný zednář, člen hnutí Mladé Polsko.

## Životopis
V roce 1890–1891 studoval na škole kresby Wojciecha Gersona ve Varšavě, v letech 1891–1893 pod vedením Izydora Jabłońskieho a Jana Matejka na Vysoké škole výtvarných umění v Krakově. Ve studiích pokračoval v Mnichově a Paříži. V roce 1897 odešel studovat na školu Simona Hollósyeho v Mnichově, byl také v Maďarsku, kde Hollósy založil uměleckou kolonii. Od roku 1898 žil 20 let v Římě, přitom cestoval po Itálii. Byl spoluzakladatelem lóže svobodného zednářství Polonia.
Po návratu do Polska v roce 1921 se usadil ve Varšavě. Byl místopředsedou společnosti pro povzbuzení výtvarných umění Zachęta. Dne 16. prosince 1922 byl svědkem atentátu na prvního prezidenta Polska Gabriela Narutowicze, který spáchal malíř Eligiusz Niewiadomski. V roce 1925 působil jako profesor na Vysoké škole výtvarných umění ve Varšavě, v letech 1933–1934 byl jejím ředitelem. Byl členem Spolku polských umělců Sztuka. Spolu se svými přáteli založil zednářskou lóži Kopernik.
Během druhé světové války žil ve Varšavě. Po Varšavském povstání v roce 1944 se přestěhoval do Skierniewic, kde byl zabit v lednu 1945 na ulici, zbloudilou kulkou.

## Galerie

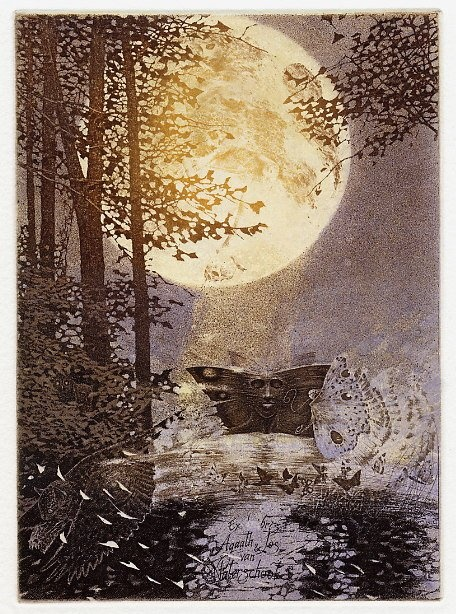
Noční motýli
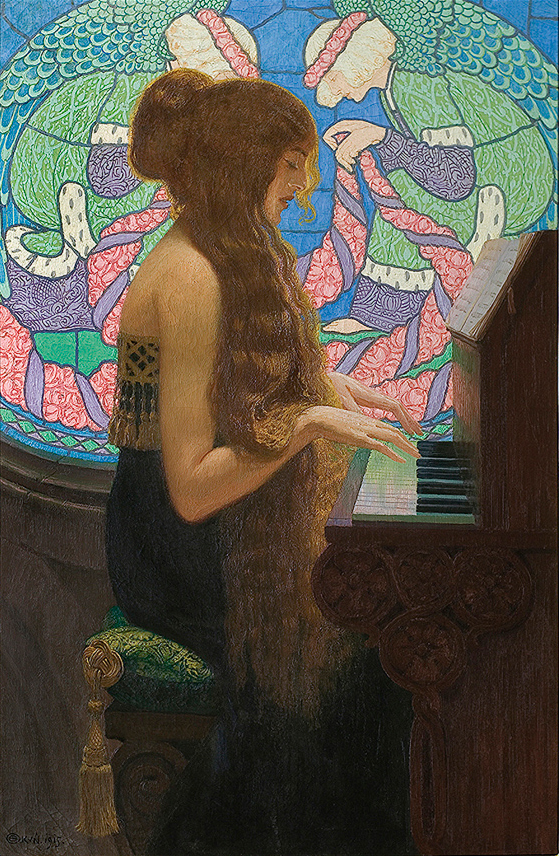
Musica sacra
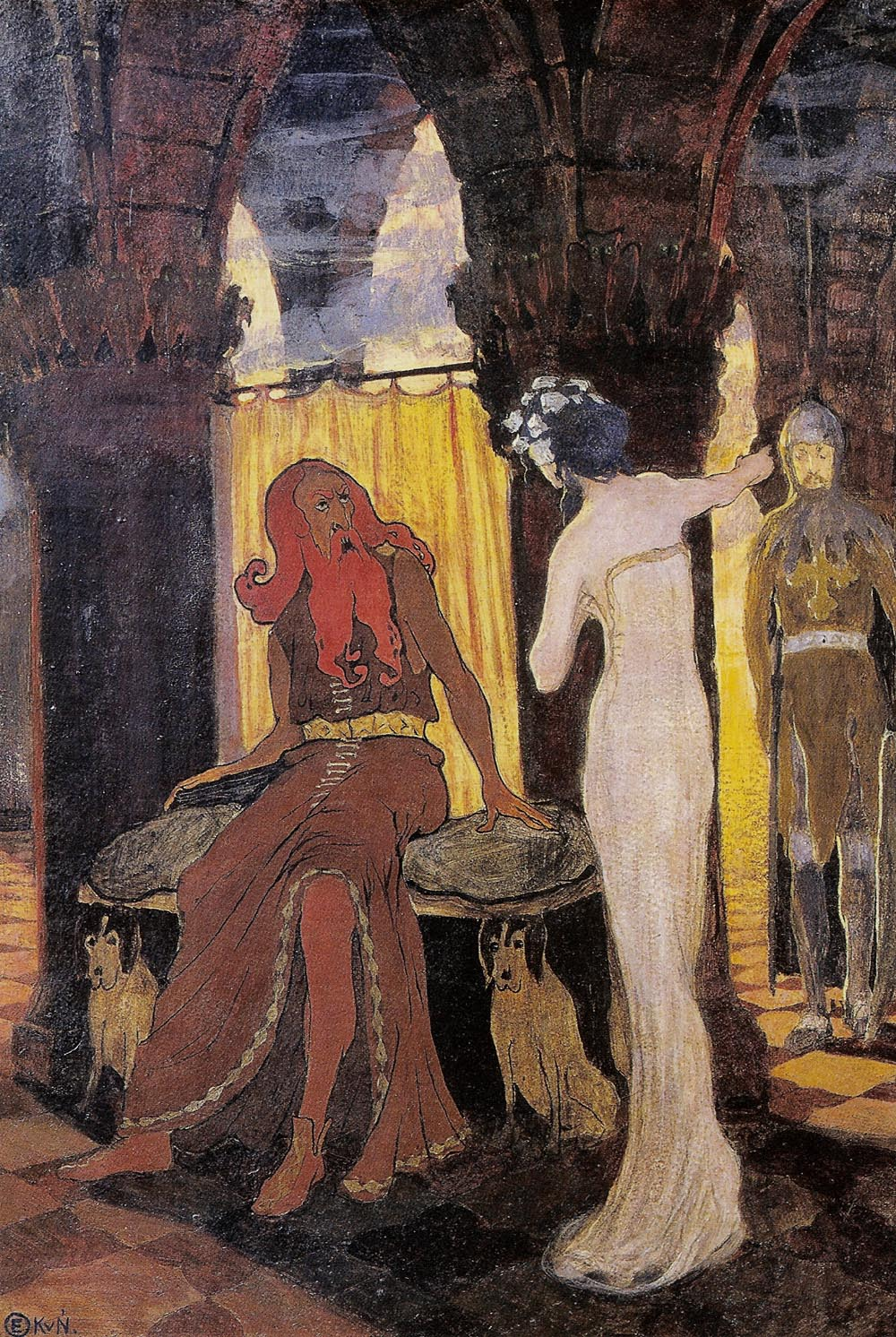
Legenda
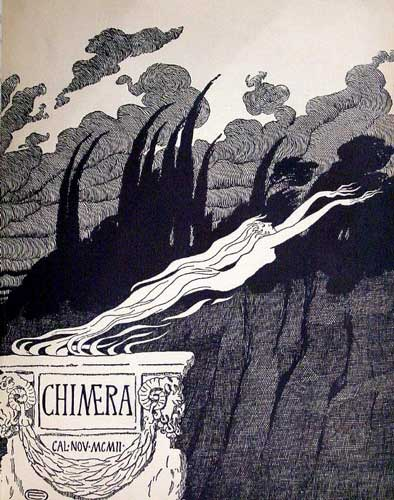
Obalka „Chimery”
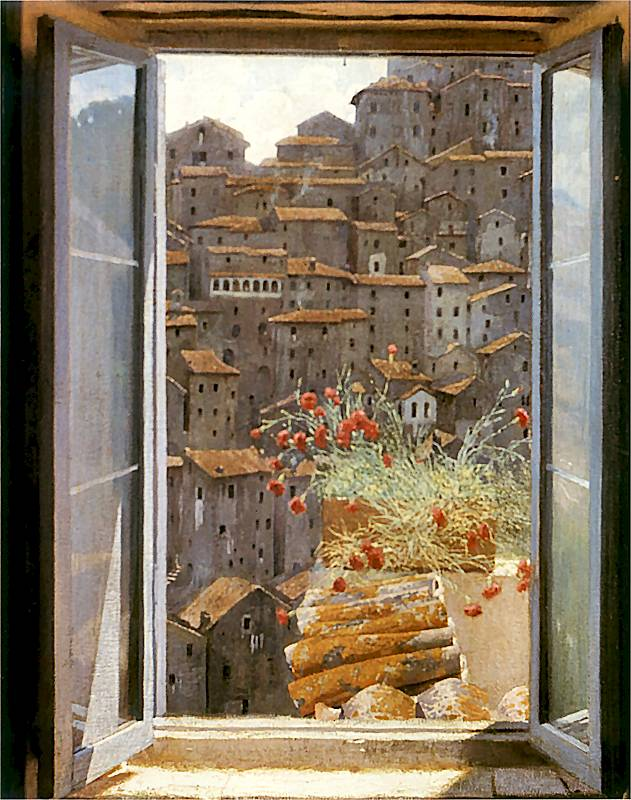
Pohled z okna